# My Oh My (canção de Camila Cabello)
"My Oh My" é uma canção da cantora cubana-mexicana Camila Cabello em parceria com o rapper americano DaBaby. Foi lançada em 6 de janeiro de 2020, como quarto single do segundo álbum de estúdio de Cabello, Romance (2019).

## Videoclipe
O videoclipe de "My Oh My", dirigido por Dave Meyers, estreou no YouTube em 12 de fevereiro de 2020. No vídeo, Camila aparece como uma atriz bastante conhecida de filmes, que esquece seu lado comportado para se aventurar com um rapaz, interpretado por DaBaby.

## Apresentações ao vivo
Cabello e DaBaby cantaram a música no The Tonight Show Starring Jimmy Fallon, em 12 de dezembro de 2019.

## Créditos
Créditos adaptados do Tidal.
- Camila Cabello - vocais, composição
- DaBaby - vocais em destaque, composição
- Frank Dukes - produção, composição
- Anthony Clemons Jr. - compositor
- Louis Bell - produção, composição, gravação
- Savan Kotecha - compositor
- Chris Galland - mixagem
- Manny Marroquin - mistura
- Brian Taylor - masterização

## Desempenho nas tabelas musicais
| Tabela musical (2019)                        | Melhor posição |
| -------------------------------------------- | -------------- |
| Austrália (ARIA)                             | 77             |
| Canadá (Canadian Hot 100)                    | 13             |
| Eslováquia (Singles Digitál Top 100)         | 57             |
| Estados Unidos (Billboard Hot 100)           | 12             |
| Grécia (IFPI Grécia)                         | 88             |
| Irlanda (IRMA)                               | 26             |
| Países Baixos (Single Tip)                   | 1              |
| Nova Zelândia (RMNZ)                         | 2              |
| Portugal (Associação Fonográfica Portuguesa) | 65             |
| Reino Unido (UK Singles Chart)               | 60             |
| República Checa (Singles Digitál Top 100)    | 94             |
| Suécia (Sverigetopplistan)                   | 4              |
| Suíça (Schweizer Hitparade)                  | 91             |

## Históricos de lançamentos
| Região         | Data de lançamento    | Formato(s)                 | Gravadora(s) | Ref.   |
| -------------- | --------------------- | -------------------------- | ------------ | ------ |
| Mundo          | 6 de dezembro de 2019 | Download digital streaming | Epic Syco    | [ 16 ] |
| Estados Unidos | 6 de janeiro de 2020  | Hot/Modern/AC radio        | Epic         | [ 8 ]  |
| Estados Unidos | 7 de janeiro de 2020  | Contemporary hit radio     | Epic         | [ 29 ] |